# پی‌یر کوله
پی‌یر کوله (فرانسوی: Pierre Collet‎؛ ‏ ۱۰ مارس ۱۹۱۴ – ۳۰ اکتبر ۱۹۷۷) بازیگر اهل فرانسه بود.

## گزیدهٔ فیلم‌شناسی
- ارتباط فرانسوی ۲ (۱۹۷۵)
- قطار (۱۹۷۳)
- دو مرد در شهر (۱۹۷۳)
- تن‌تن و دریاچه کوسه‌ها (۱۹۷۲)
- بیوه کودرک (۱۹۷۱)
- دایره سرخ (۱۹۷۰)
- سوار بر باران (۱۹۷۰)
- گوتو، جزیره عشق (۱۹۶۸)
- آیا پاریس در حال سوختن است؟ (۱۹۶۶)
- مادمازل (۱۹۶۶)
- فانتوماس (۱۹۶۴)
- خاطرات یک کلفت (۱۹۶۴)
- هر شماره‌ای می‌تواند برنده باشد (۱۹۶۳)
- راه جوانی (۱۹۵۹)